# دوج جی‌تی‌ایکس
دوج جی‌تی‌ایکس (انگلیسی: Dodge GTX)
خودروی سواری از نوع سگمنت دی است که توسط دوج تولید می شد. این خودرو بر اساس پلتفرم 1960/66 A (E-A-Body اولیه) ، متشکل از طراحی یک کوپه عضلانی ، تهاجمی ، آیرودینامیکی و با کارایی بالا بود. با توجه به طراحی آن ، این خودرو جزو معدود خودروهای عضلانی ساخته شده در آرژانتین بود.